# Estremoz (Santa Maria e Santo André)
Estremoz (Santa Maria e Santo André) (llamada oficialmente União das Freguesias de Estremoz (Santa Maria e Santo André)) es una freguesia portuguesa del municipio de Estremoz, distrito de Évora.

## Historia
Fue creada el 28 de enero de 2013 en aplicación de una resolución de la Asamblea de la República de Portugal promulgada el 16 de enero de 2013 con la unión de las freguesias de Santa Maria y Santo André, pasando su sede a estar situada en la antigua freguesia de Santa Maria.

## Demografía
| Gráfica de evolución demográfica de Estremoz (Santa Maria e Santo André) entre 2011 y 2021 |
|                                                                                            |
| Datos según el nomenclátor publicado por el INE portugués.                                 |